# FIFA 12
FIFA 12 (titrat FIFA Soccer 12 în America de Nord) a fost lansat in noiembrie 2011. El este al 19-lea joc din seria FIFA de jocuri video de fotbal. A fost conceput de EA Canada și publicat de Electronic Arts în toată lumea sub marca EA Sports. David Rutter, producătorul de linie pentru FIFA 12, a promis „un an revoluționar pentru FIFA...în special la capitolul gameplay.”

## Coloana sonoră
Coloana sonoră oficială a lui FIFA 12 a fost anunțată la 12 septembrie 2011. Ea este compusă din piese provenind de la 39 de artiști din 15 țări, provenind dintr-o varietate mare de genuri muzicale.
| Coloana sonoră |                                         |                                    |         |  |
| Nr.            | Titlu                                   | Formație                           | Lungime |  |
| 1.             | „Open Your Eyes”                        | Alex Metric și Steve Angello       |         |  |
| 2.             | „Break The Spell”                       | All Mankind                        |         |  |
| 3.             | „Escapee”                               | Architecture in Helsinki           |         |  |
| 4.             | „Só Tem Jogador”                        | Bloco Bleque / Gabriel o Pensador  |         |  |
| 5.             | „No Problem”                            | Chase & Status                     |         |  |
| 6.             | „Not In Love”                           | Crystal Castles și Robert Smith    |         |  |
| 7.             | „Hits Me Like a Rock”                   | CSS                                |         |  |
| 8.             | „Where I'm Going”                       | Cut Copy                           |         |  |
| 9.             | „Circles”                               | Digitalism                         |         |  |
| 10.            | „Latino & Proud”                        | DJ Raff                            |         |  |
| 11.            | „Bombay (Fresh Touch Dub Mix)”          | El Guincho                         |         |  |
| 12.            | „Sabor Tropical”                        | Empresarios                        |         |  |
| 13.            | „Call It What You Want”                 | Foster the People                  |         |  |
| 14.            | „Up Up Up”                              | Givers                             |         |  |
| 15.            | „The World Is Yours”                    | Glasvegas                          |         |  |
| 16.            | „Stare Into The Sun”                    | Graffiti6                          |         |  |
| 17.            | „Colours (Captain Cutz Remix)”          | Grouplove                          |         |  |
| 18.            | „Let Go”                                | Japanese Popstars                  |         |  |
| 19.            | „Switchblade Smiles”                    | Kasabian                           |         |  |
| 20.            | „El Buen Salvaje”                       | La Vida Bohème                     |         |  |
| 21.            | „Nightlight”                            | Little Dragon                      |         |  |
| 22.            | „Una Sola Voz”                          | Macaco                             |         |  |
| 23.            | „Verstrahlt”                            | Marteria / Yasha                   |         |  |
| 24.            | „The Phoenix Alive (Kris Menace Remix)” | Monarchy                           |         |  |
| 25.            | „Twisted Soul”                          | Pint Shot Riot                     |         |  |
| 26.            | „Got It All (This Can't Be Living Now)” | Portugal. The Man                  |         |  |
| 27.            | „The Big Bang”                          | Rock Mafia                         |         |  |
| 28.            | „Energy”                                | Spank Rock                         |         |  |
| 29.            | „Hold On”                               | The Chain Gang Of 1974             |         |  |
| 30.            | „Thousand Answers”                      | The Hives                          |         |  |
| 31.            | „City”                                  | The Medics                         |         |  |
| 32.            | „Punching in a Dream”                   | The Naked and Famous               |         |  |
| 33.            | „Machu Picchu”                          | The Strokes                        |         |  |
| 34.            | „Hands”                                 | The Ting Tings                     |         |  |
| 35.            | „Wreckin' Bar (Ra Ra Ra)”               | The Vaccines                       |         |  |
| 36.            | „Stargazer”                             | Thievery Corporation               |         |  |
| 37.            | „La Campana”                            | Tittsworth and Alvin Risk / Maluca |         |  |
| 38.            | „Will Do”                               | TV on the Radio                    |         |  |
| 39.            | „Drownin'”                              | Tying Tiffany                      |         |  |